# ファイティングポリゴン
『ファイティングポリゴン』（英:『FX Fighter』）は、アルゴノート・ソフトウェアが開発した対戦型格闘ゲームである。スーパーファミコン版（SNES版）は発売中止となったが、海外ではDOS版が『FX Fighter』のタイトルで1995年に発売され、1996年にはWindows 95用の続編『FX Fighter Turbo』が発売された。

## ストーリー
（デススター的な惑星を操る）宇宙最凶のエイリアン・ライジルは、8つの惑星の8人の格闘家に命じた。「トーナメントを戦い、宇宙最強の戦士となれ。さもなくば惑星ごと消え失せろ」。かくして、プレイヤーは8人のキャラクターの中から1人を選択し、トーナメントを勝ち抜いてラスボスであるライジルを倒すために戦う。

## ゲーム内容
このゲームは、8人のキャラクターごとに8種類のステージがあり、試合が引き分けだった時にサドンデス戦を行う小さなステージと、ラスボスのライジルのステージを入れると計10種類のステージがある。キャラクターは「格闘芸術家」と呼ばれ、ポリゴンがスーパーFXチップとレンダリングエンジンのBRenderでリアルタイムレンダリングされているので、流れるように美しい。ジェズ・サン（アルゴノート・ソフトウェア社長）の設計したスーパーFXチップの威力を示すため、キャラもステージも背景（一部）もリアルタイムレンダリングの3Dポリゴンである。ムービーのカットシーンがある。キャラクターごとに40種類の攻撃がある。（なお、当初は13人の格闘芸術家がいたが、開発段階でKregやSumoなど若干のキャラがリストラされた。）

### キャラクター紹介

#### マグノン
溶岩に棲むシリコン系の生命体。非常に強く、火を噴く。
ステージ: Inferno - 太古の火山が吹き荒れる不毛の地。

#### シーバ
ステージ: Rhomb -  崇高なるフェラン帝王が支配する広大なサバンナの世界。

#### ヴェナム
ステージ: Peres - 熱帯雨林と洞窟に覆われた惑星。

#### ジェイク
ステージ: Sentral - 人口過多で汚染された工業化世界。

#### キコ
ステージ: Lusk - 技術は低いが文化が発達した山岳惑星。

#### サイレン
ステージ: Ursae - 1つの海で完全に覆われた水の世界。

#### アシュラフ
ステージ: Karlak - 古代の文化を持つ暖かな惑星。

#### サイベン
ステージ: Axone - 鉱床が豊富だが大気がない世界。

#### ライジル
ステージ: Anarchis - 骨組みで覆われた高重力の世界。

## ファイティングポリゴン（スーパーファミコン版）
スーパーファミコン版『ファイティングポリゴン』は、1994年11月15日・16日に開催された「第6回初心会ソフト展示会」で最初に公開された。キャッチコピーは『美闘派宣言』。宇宙から種族を超えて選ばれた13人の格闘芸術家が闘う。1995年3月発売予定で、予価は9800円。
『GamePro』および『Nintendo Power』 の記事によると、スーパーFXチップの威力により、スーファミではそれまで不可能だった、流れるような美しいポリゴングラフィックスを表現することができる、とのこと。11月22日にはスーファミのスーパーFXチップよりはるかに高いポリゴン演算能力を持つ競合機のセガサターンで『バーチャファイター』が発売されていることもあり、当時のゲーム雑誌では当然『バーチャ』と比較されたが、『Computer and Video Games』（1994年12月号）によると、テクスチャマッピング（セガサターン自体はテクスチャマッピング機能を持っている物の、初代バーチャでは使われておらず、同誌の誤認である）による見た目が良いだけでボタンを連打してれば勝てる大味な『バーチャ』よりも面白く、スーパーFXチップとレンダリングエンジンのBRenderによる秒間平均17フレーム・65,000ポリゴン、リアルタイムレンダリングの流れるようなグラフィックは美しい、とのことで、（提灯記事の可能性はあるが）評判は上々だった（このポリゴン性能を見る限りでは、『ヨッシーアイランド』に搭載された「GSU-2」チップではなく、『スターフォックス2』と同じ「スーパーFX2」チップで動作していたらしい) 。
1995年1月に開催されたコンシューマー・エレクトロニクス・ショーにおいて、任天堂とGTEエンターテインメントは、『ファイティングポリゴン』の共同開発および共同リリースを行うことを発表した。『Computer and Video Games』誌（1994年12月号）の表紙を飾るなど、1995年当時は『スターフォックス2』と並ぶスーパーFXチップを使った目玉タイトルの一つとしてかなり精力的なプロモーションが行われていた。しかし任天堂の16ビット戦略の変更に伴い、1995年7月、任天堂はレア社の『キラーインスティンクト』（『スーパードンキーコング』と同様のプリレンダリングCGを採用した格ゲー）をスーパーファミコン（SNES）に移植することを決定。2つのゲームが競合しないように、任天堂による『ファイティングポリゴン』の開発は中止された。このため任天堂とアルゴノートの関係は悪化した。

## FX Fighter（DOS版）
『FX Fighter』は、1995年6月24日にGTE エンターテイメントからリリースされた。『FX Fighter』シリーズの第一作。このゲームはCD-ROMで供給され、リアルタイムの3Dレンダリングを採用したMS-DOS用の対戦型格闘ゲームとしては初期の部類に入る。このゲームはグラフィックカードによる3Dアクセラレーションをサポートしており、OEM版がDiamond Monster 3Dなどの3Dグラフィックカードにバンドルされていた。

## 評価
PC版『FX Fighter』の発売にあたり、GTE Entertainmentは 20万本のゲームを店舗に出荷し、200万ドル以上を宣伝キャンペーンに投入した。
「en:Entertainment Weekly」誌は、このゲームのPC版に「A-」の評価を与え、このゲームは家庭用ゲーム機用のゲームと同じくらい優れていると述べたが、コンピュータの画面でプレイするよりもテレビ画面でプレイできた方がよかったとも述べた。
「Next Generation」誌は、このゲームのPC版のレビューで、5点満点中4点を与え、「ビジュアルがしょぼくても、『FX Fighter』は『Mortal Kombat II』よりも優れている。…これだけ書けば十分だろう」と述べている。
「Computer Game Review」のフランク・スナイダーは、このゲームに対して概ね肯定的な評価をしており、「間違いなくチェックする価値がある」と述べている

## 他のメディア
このゲームのコミック版を、Wildstorm ProductionsのJim Leeが描き、GTE Interactive Media の Web サイトで公開された。

## FX Fighter Turbo
『FX Fighter Turbo』は、1996年にPC用ソフトとしてリリースされた続編で、新しいキャラクター、ムーブ、ステージ、コスチューム、スペシャルエフェクト、ネットワークプレイ、Microsoft Windows対応、そしてS3のビデオカードのサポートが追加されている。当時の他の多くの格闘ゲームと同様に、このゲームは『モータルコンバット』のような「フェイタリティ」を採用している（前作にはフェイタリティはなかった）。

### キャラクター紹介
前作のキャラに加えてリンナとクウォンドが追加されている。

## 参照
- 『スターフォックス2』 - 『ファイティングポリゴン』と同じアルゴノートの開発で、同じゲームエンジンと同じ演算チップを使用している。
- 対戦型格闘ゲーム